# Boraides
Boraides (Oudgrieks Βοραΐδης. gestorven 548) was een neef van de Byzantijnse keizer Justinianus I (regeerde 527-565). Hij is het meest gekend voor zijn rol in het beëindigen van de Nika-oproer van 532. De primaire bron over hem is Procopius.

## Leven
Boraides was een broer van Germanus en Justus. Zij waren naar verluidt neven van Justinianus I, hoewel de exacte relatie onzeker is.Zij waren neven van Justinus I (regeerde 518-527), hoewel vaak ten onrechte wordt gesteld dat zij neven van Justinianus waren.
Op de laatste dag van de Nika-oproer waren Boraides en Justus verantwoordelijk voor de gevangenneming van Hypatius, die door de bevolking tot keizer was uitgeroepen, en diens broer Pompeius. Procopius meldt: "toen werden de aanhangers van Hypatius van beide kanten met man en macht aangevallen en vernietigend verslagen. Toen de nederlaag compleet was en er al een grote slachting onder de bevolking was aangericht, sleepten Boraides en Justus, neven van de keizer Justinianus, Hypatius van de troon en droegen hem samen met Pompeius over aan de keizer, dit zonder dat iemand hen ook maar een stro breed in de weg durfde te leggen."
Boraides stierf in 548. Hij liet een vrouw en een dochter achter. In zijn testament ging het grootste deel van zijn nalatenschap naar zijn broer Germanus en zijn neven Justinus en Justinianus. Zijn dochter erfde slechts het minimum dat volgens de wet werd voorgeschreven. Justinianus I wierp zich echter op als kampioen voor Boraides' dochter. Hij paste de erfenis in haar voordeel aan. Dit werd door Germanus als ongewenste inmenging gezien. Gedurende enige tijd raakte Germanus van Justinianus vervreemd. In die periode werd Germanus benaderd door de ontevreden Armeniërs Artabanes en Arsaces, die hem probeerden te overtuigen om deel te nemen aan een staatsgreep tegen Justinianus. Germanus onthulde het complot echter aan de comes excubitorum Marcellus, die op zijn beurt Justinianus inlichtte.

## Voetnoten
1. 1 2 3 4  Martindale, Jones & Morris (1992), blz. 245-246.
2. ↑  Martindale & Morris (1980), blz. 505
3. ↑  Kazhdan (1991), blz. 846
4. ↑  Procopius, History of the Wars, boek 1, hfdstk. 24
5. ↑  Bury (1958), blz. 67-68